# Helina major
Helina major este o specie de muște din genul Helina, familia Muscidae. A fost descrisă pentru prima dată de Mary Katherine Curran în anul 1934. Conform Catalogue of Life specia Helina major nu are subspecii cunoscute.